# بنيامين غوركا
بنيامين غوركا (بالألمانية: Benjamin Gorka)‏ (15 أبريل 1984 بمانهايم في ألمانيا - ) هو لاعب كرة قدم ألماني في مركز قلب الدفاع. لعب مع دارمشتات 98 ونادي آلن ونادي ساندهاوزن ونادي أوسنابروك وSV Wacker Burghausen ‏ ونادي هامبورغ 2 ‏ واينتراخت ترير 05 ‏ وSG Sonnenhof Großaspach ‏.

## وصلات خارجية
- بنجامين غوركا على موقع قاعدة بيانات كرة القدم.إي يو (الإنجليزية)
- بنجامين غوركا على موقع بيانات كرة القدم. دي إي (الألمانية)
- بنجامين غوركا على موقع Soccerway.com (الإنجليزية)
- بنجامين غوركا على موقع عالم كرة القدم.نت (الإنجليزية)
- بنجامين غوركا على موقع AS.com (الإسبانية)